# Affoux
Affoux est une commune française située dans le département du Rhône, en région Auvergne-Rhône-Alpes.

## Géographie

### Situation
Affoux est une commune rurale de basse montagne dans le Haut-Beaujolais, située à 6 km au sud-ouest de Tarare. Elle est limitrophe du département de la Loire.

### Voies de communication

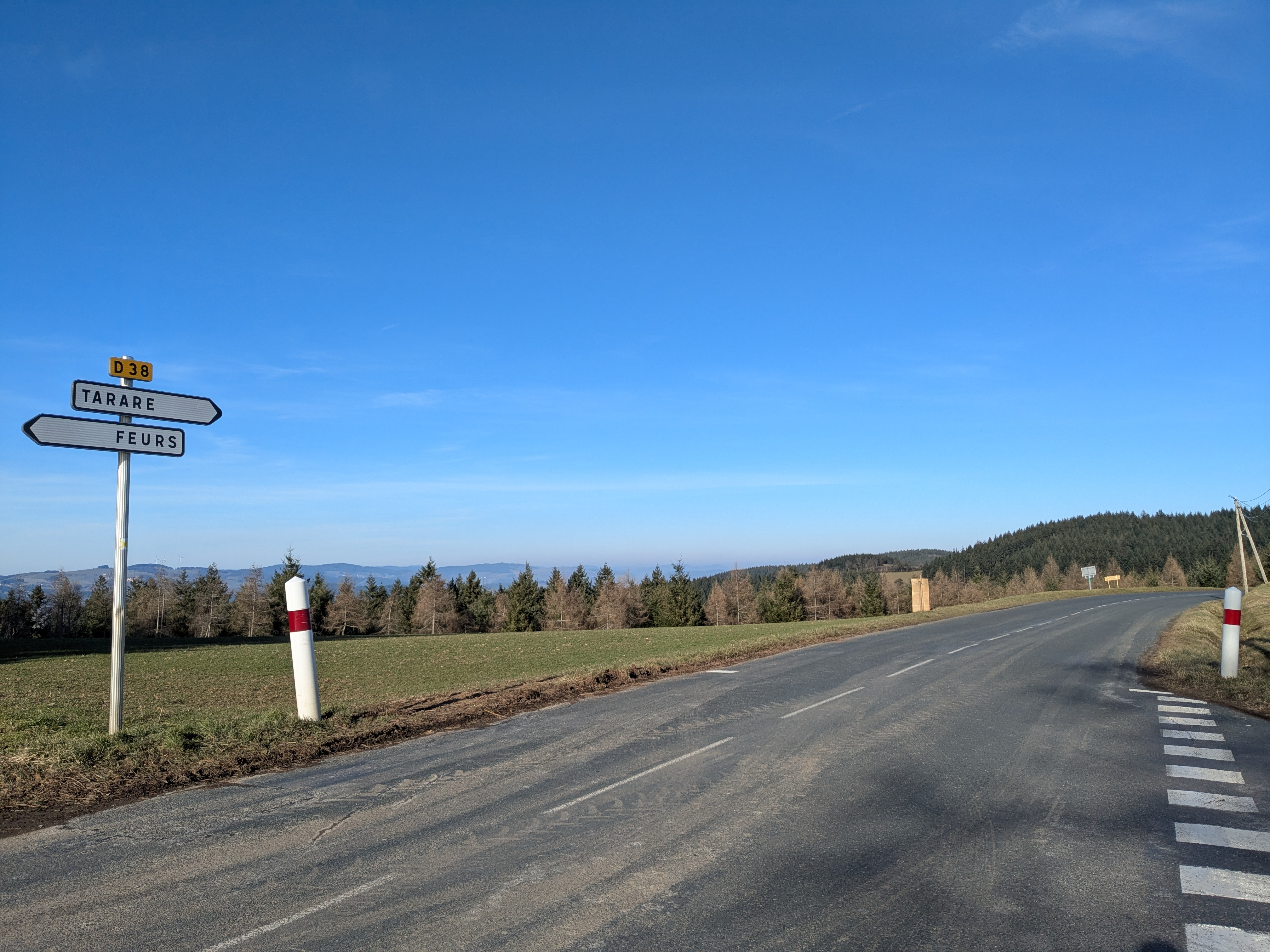
Route départementale 38 vers Tarare.

La commune est principalement desservie par la route départementale 38 qui la relie à Tarare au nord et à Panissières au sud.

### Transports
La gare SNCF la plus proche est celle de Tarare.
La commune est desservie par la ligne 409 des cars du Rhône.

### Climat
Pour des articles plus généraux, voir Climat d'Auvergne-Rhône-Alpes et Climat du Rhône.
En 2010, le climat de la commune est de type climat des marges montargnardes, selon une étude du Centre national de la recherche scientifique s'appuyant sur une série de données couvrant la période 1971-2000. En 2020, Météo-France publie une typologie des climats de la France métropolitaine dans laquelle la commune est exposée à un climat de montagne ou de marges de montagne et est dans la région climatique Nord-est du Massif Central, caractérisée par une pluviométrie annuelle de 800 à 1 200 mm, bien répartie dans l’année.
Pour la période 1971-2000, la température annuelle moyenne est de 9 °C, avec une amplitude thermique annuelle de 15,6 °C. Le cumul annuel moyen de précipitations est de 1 000 mm, avec 11 jours de précipitations en janvier et 8 jours en juillet. Pour la période 1991-2020, la température moyenne annuelle observée sur la station météorologique de Météo-France la plus proche, « Les Sauvages », sur la commune des Sauvages à 9 km à vol d'oiseau, est de 9,7 °C et le cumul annuel moyen de précipitations est de 941,6 mm,. Pour l'avenir, les paramètres climatiques de la commune estimés pour 2050 selon différents scénarios d'émission de gaz à effet de serre sont consultables sur un site dédié publié par Météo-France en novembre 2022.

## Urbanisme

### Typologie
Au 1er janvier 2024, Affoux est catégorisée commune rurale à habitat dispersé, selon la nouvelle grille communale de densité à sept niveaux définie par l'Insee en 2022.
Elle est située hors unité urbaine. Par ailleurs la commune fait partie de l'aire d'attraction de Lyon, dont elle est une commune de la couronne,. Cette aire, qui regroupe 397 communes, est catégorisée dans les aires de 700 000 habitants ou plus (hors Paris),.

### Occupation des sols
L'occupation des sols de la commune, telle qu'elle ressort de la base de données européenne d’occupation biophysique des sols Corine Land Cover (CLC), est marquée par l'importance des forêts et milieux semi-naturels (52,2 % en 2018), une proportion identique à celle de 1990 (52,2 %). La répartition détaillée en 2018 est la suivante : 
forêts (52,2 %), prairies (46,6 %), zones agricoles hétérogènes (1,2 %). L'évolution de l’occupation des sols de la commune et de ses infrastructures peut être observée sur les différentes représentations cartographiques du territoire : la carte de Cassini (XVIIIe siècle), la carte d'état-major (1820-1866) et les cartes ou photos aériennes de l'IGN pour la période actuelle (1950 à aujourd'hui).

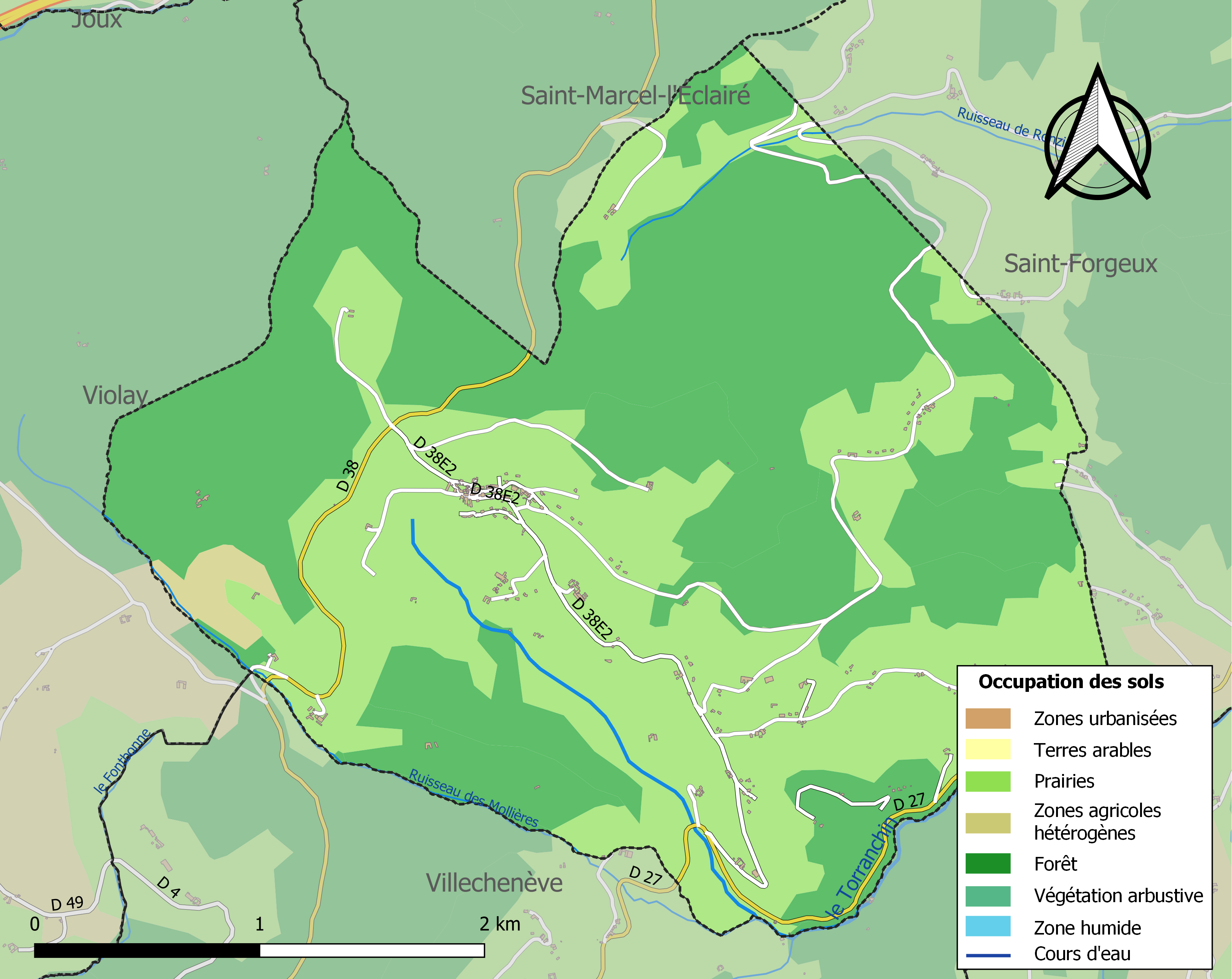
Carte des infrastructures et de l'occupation des sols de la commune en 2018 (CLC).

## Politique et administration

### Tendances politiques et résultats
Le résultat de l'élection présidentielle de 2012 dans cette commune est le suivant :
| Candidat       | Candidat                    | Premier tour | Premier tour | Second tour | Second tour |
| Candidat       | Candidat                    | Voix         | %            | Voix        | %           |
| -------------- | --------------------------- | ------------ | ------------ | ----------- | ----------- |
|                | Eva Joly (EÉLV)             | 3            | 1,38         |             |             |
|                | Marine Le Pen (FN)          | 61           | 27,98        |             |             |
|                | Nicolas Sarkozy (UMP)       | 68           | 31,19        | 149         | 71,98       |
|                | Jean-Luc Mélenchon (FG)     | 12           | 5,50         |             |             |
|                | Philippe Poutou (NPA)       | 4            | 1,83         |             |             |
|                | Nathalie Arthaud (LO)       | 2            | 0,92         |             |             |
|                | Jacques Cheminade (SP)      | 0            | 0,00         |             |             |
|                | François Bayrou (MoDem)     | 29           | 13,30        |             |             |
|                | Nicolas Dupont-Aignan (DLR) | 14           | 6,42         |             |             |
|                | François Hollande (PS)      | 25           | 11,47        | 58          | 28,02       |
|                |                             |              |              |             |             |
| Inscrits       | Inscrits                    | 250          | 100,00       | 250         | 100,00      |
| Abstentions    | Abstentions                 | 25           | 10,00        | 26          | 10,40       |
| Votants        | Votants                     | 225          | 90,00        | 224         | 89,60       |
| Blancs et nuls | Blancs et nuls              | 7            | 3,11         | 17          | 7,59        |
| Exprimés       | Exprimés                    | 218          | 86,89        | 207         | 92,41       |

### Administration municipale

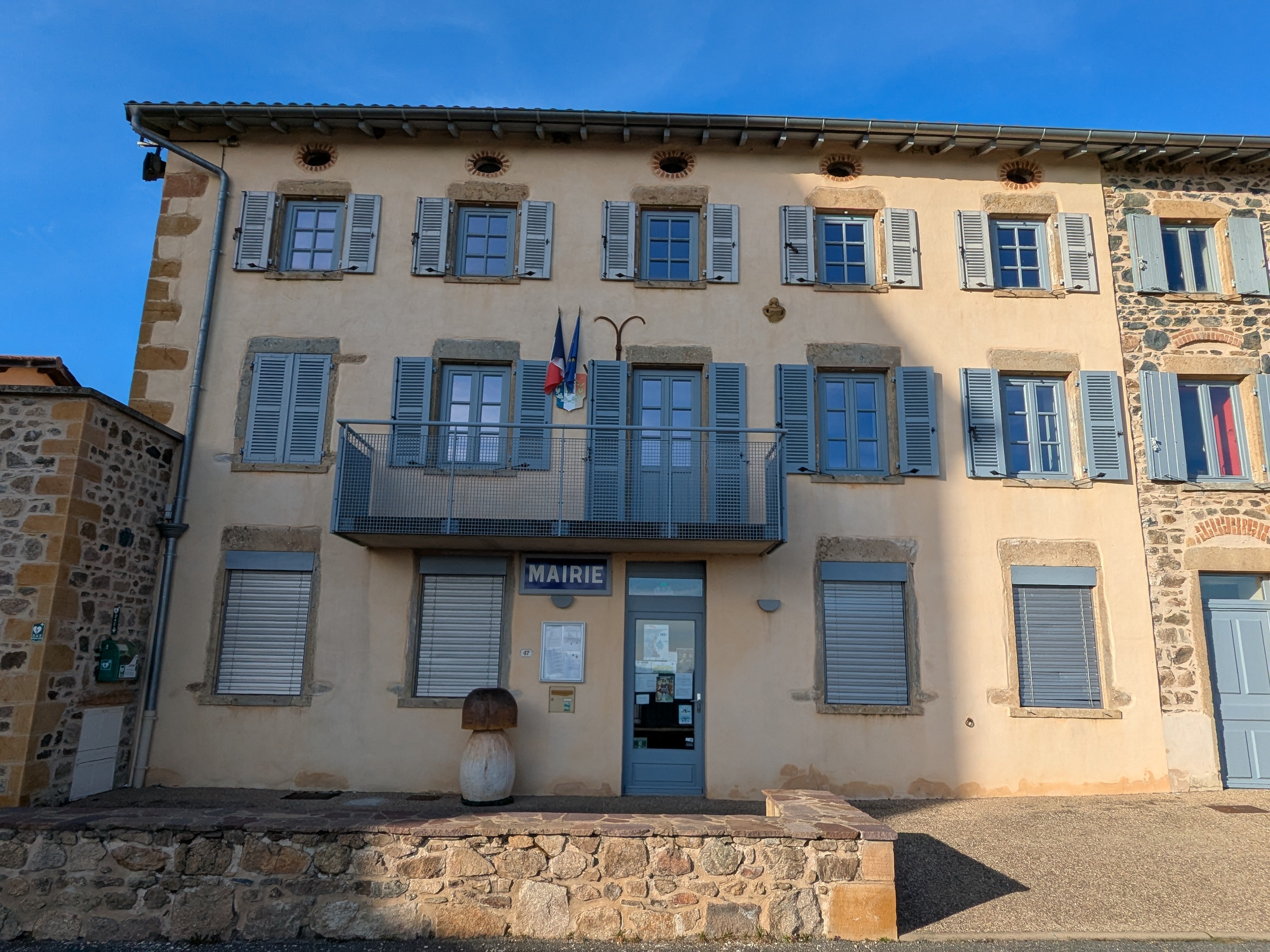
Mairie d'Affoux

Le nombre d'habitants au dernier recensement étant compris entre 100 et 499, le nombre de membres du conseil municipal est de 11.

### Liste des maires
| Période   | Période       | Identité               | Étiquette | Qualité |
| --------- | ------------- | ---------------------- | --------- | ------- |
| 1965      | 1995          | Gustave Ducreux        |           |         |
| 1995      | 2008          | Raymond Duperray       | DVD       |         |
| mars 2008 | décembre 2018 | Michel Degrandi        | DVD       |         |
| 2019      | 2020          | Jean-Roland Decollonge |           |         |
| 2020      | En cours      | Sophie Chassagnel      |           |         |

### Intercommunalité
La commune fait partie de la communauté de communes du Pays de Tarare de 1996 à 2013, puis de la communauté d'agglomération de l'Ouest Rhodanien depuis 2014.

## Population et société

### Démographie
Les habitants sont nommés les Affousiens.
L'évolution du nombre d'habitants est connue à travers les recensements de la population effectués dans la commune depuis 1793. Pour les communes de moins de 10 000 habitants, une enquête de recensement portant sur toute la population est réalisée tous les cinq ans, les populations de référence des années intermédiaires étant quant à elles estimées par interpolation ou extrapolation. Pour la commune, le premier recensement exhaustif entrant dans le cadre du nouveau dispositif a été réalisé en 2008.

En 2022, la commune comptait 397 habitants, en évolution de +10,89 % par rapport à 2016 (Rhône : +3,93 %, France hors Mayotte : +2,11 %).
| 1793 | 1800 | 1806 | 1821 | 1831 | 1836 | 1841 | 1846 | 1851 |
| ---- | ---- | ---- | ---- | ---- | ---- | ---- | ---- | ---- |
| 496  | 452  | 573  | 557  | 612  | 596  | 586  | 582  | 661  |

| 1856 | 1861 | 1866 | 1872 | 1876 | 1881 | 1886 | 1891 | 1896 |
| ---- | ---- | ---- | ---- | ---- | ---- | ---- | ---- | ---- |
| 551  | 585  | 574  | 498  | 510  | 461  | 450  | 456  | 460  |

| 1901 | 1906 | 1911 | 1921 | 1926 | 1931 | 1936 | 1946 | 1954 |
| ---- | ---- | ---- | ---- | ---- | ---- | ---- | ---- | ---- |
| 450  | 418  | 377  | 329  | 333  | 298  | 306  | 278  | 231  |

| 1962 | 1968 | 1975 | 1982 | 1990 | 1999 | 2006 | 2008 | 2013 |
| ---- | ---- | ---- | ---- | ---- | ---- | ---- | ---- | ---- |
| 218  | 194  | 183  | 189  | 202  | 248  | 306  | 323  | 344  |

| 2018 | 2022 | - | - | - | - | - | - | - |
| ---- | ---- | - | - | - | - | - | - | - |
| 379  | 397  | - | - | - | - | - | - | - |

### Tourisme
Affoux est le point d'arrivée du sentier de grande randonnée 76, qui va d'Arcenant à Cluny pour la partie 76a, et de Cluny à Affoux pour la partie 76b.

## Culture et patrimoine

### Lieux et monuments

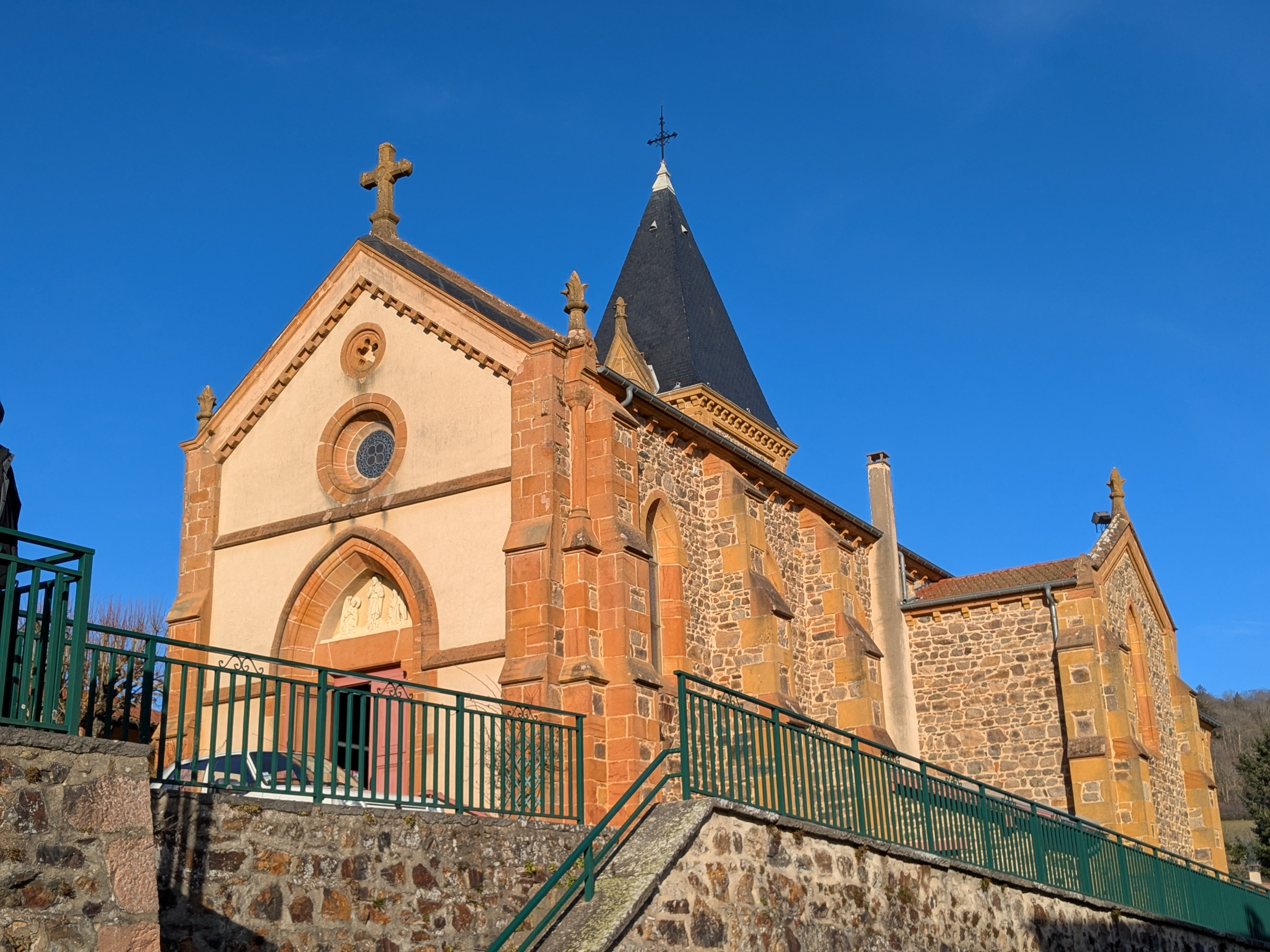
Église Saint-Barthélemy.
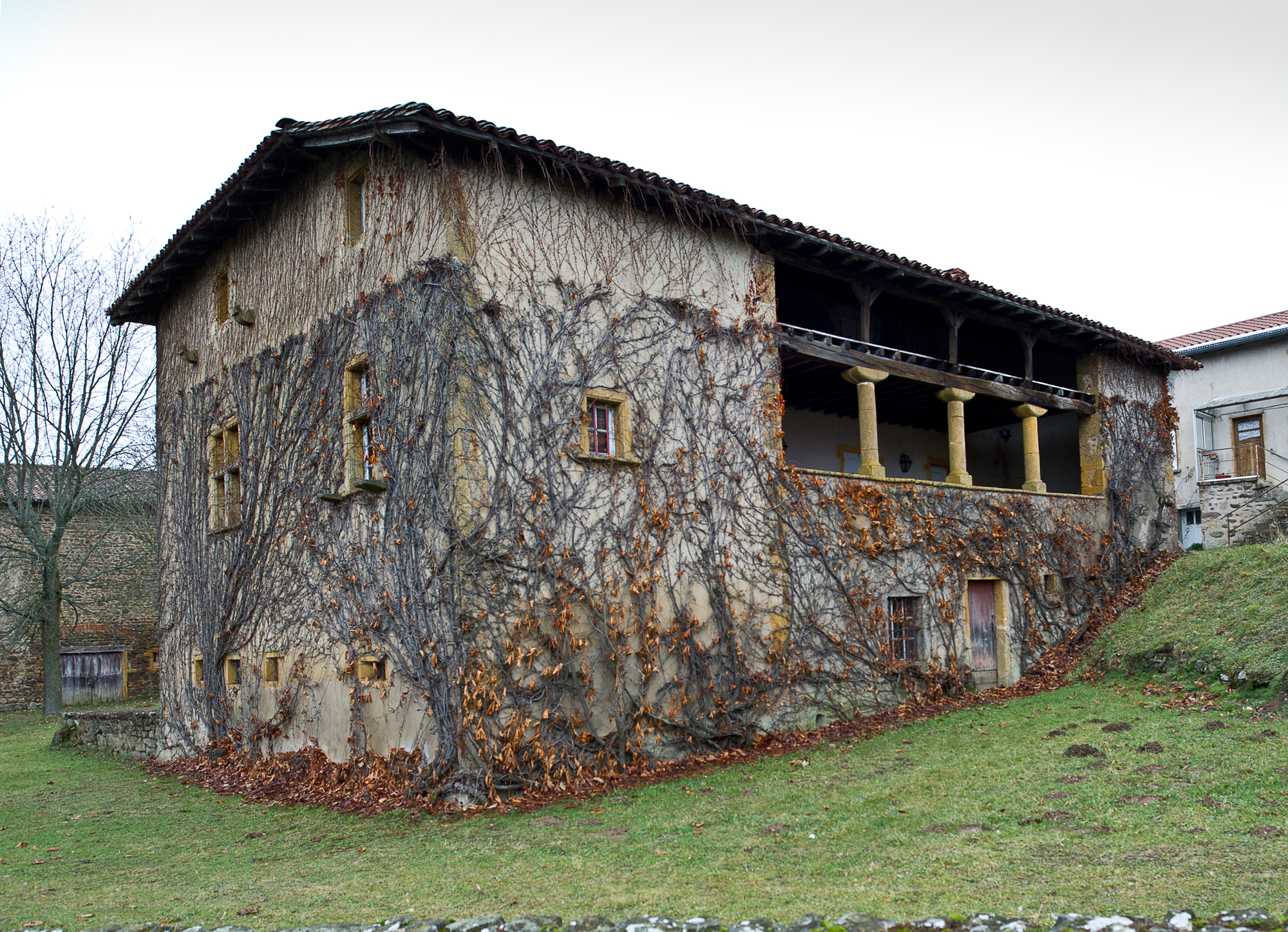
Ferme d'Affoux.
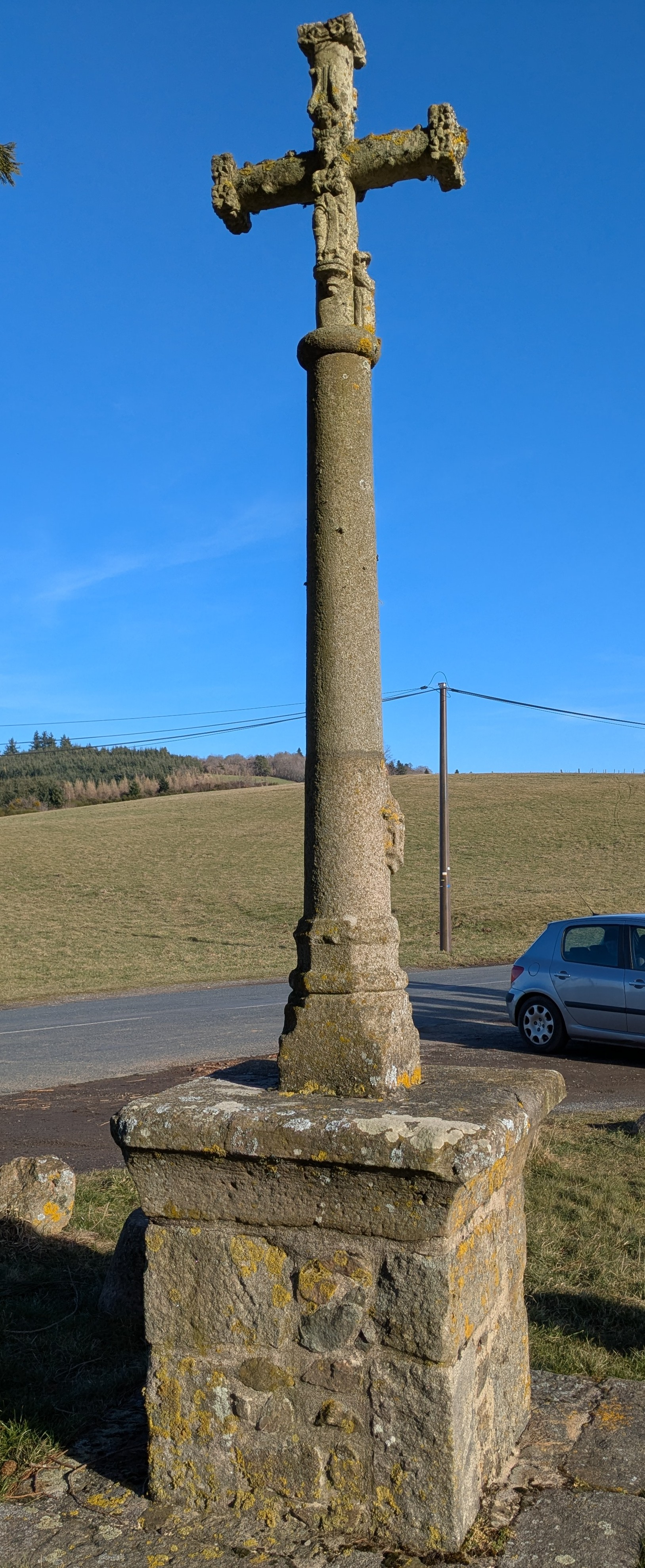
Croix des Épars.
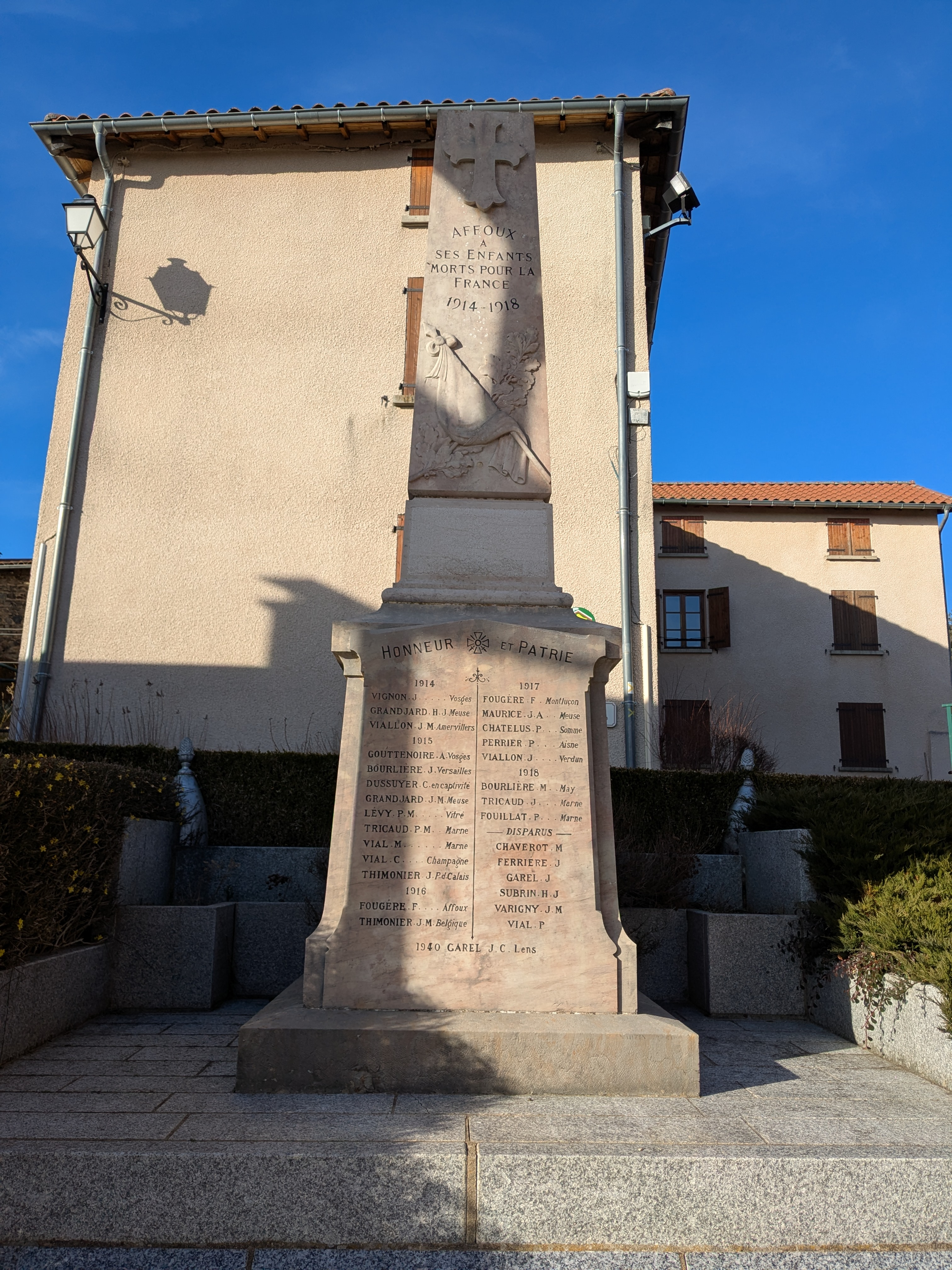
Monument aux morts.

- Église Saint-Barthélemy.
- Ferme d'Affoux.
- Croix des Épars.
- Monument aux morts.